# Gedenkstein Friedensdorf

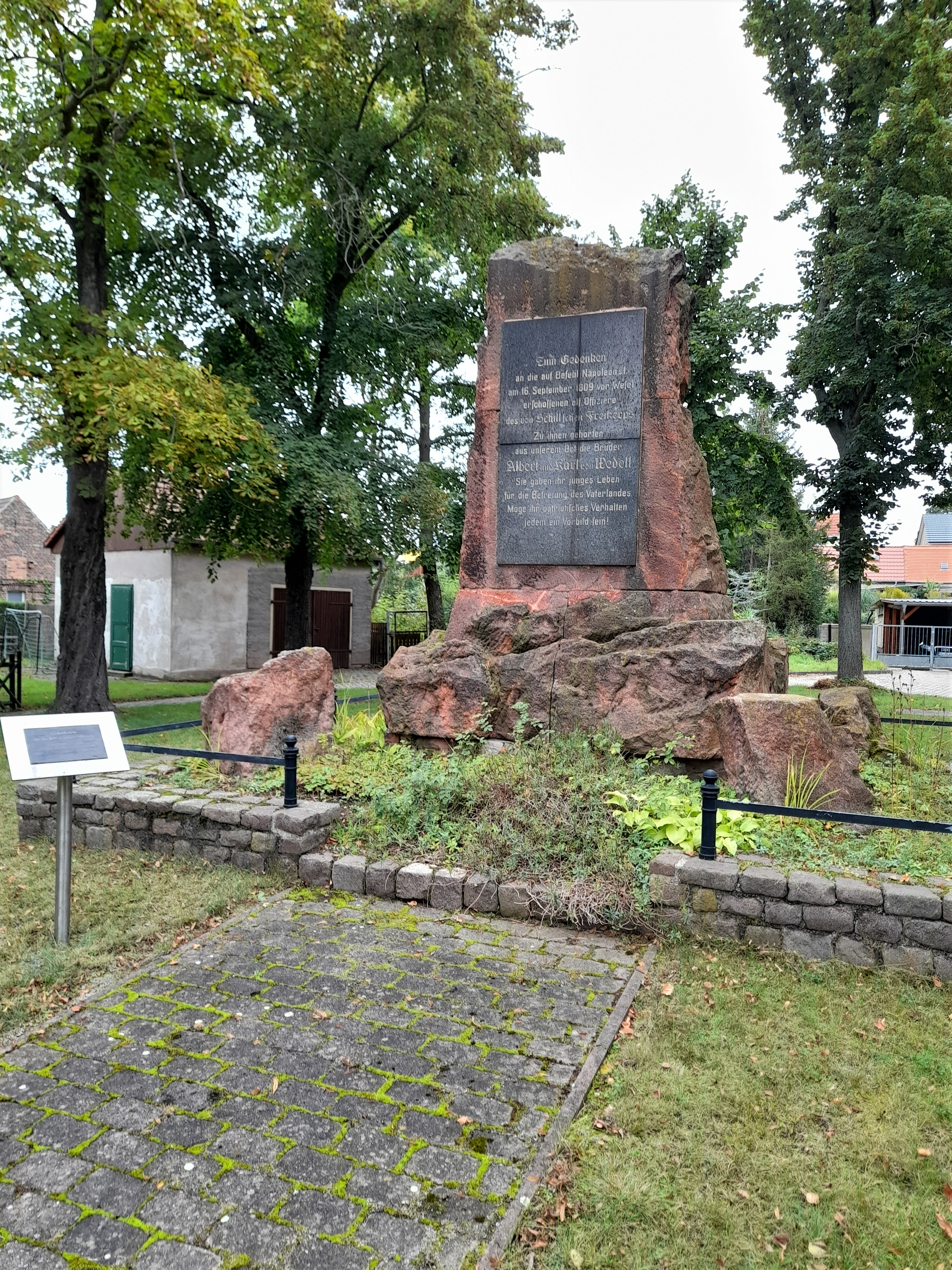
Gedenkstein in Friedensdorf

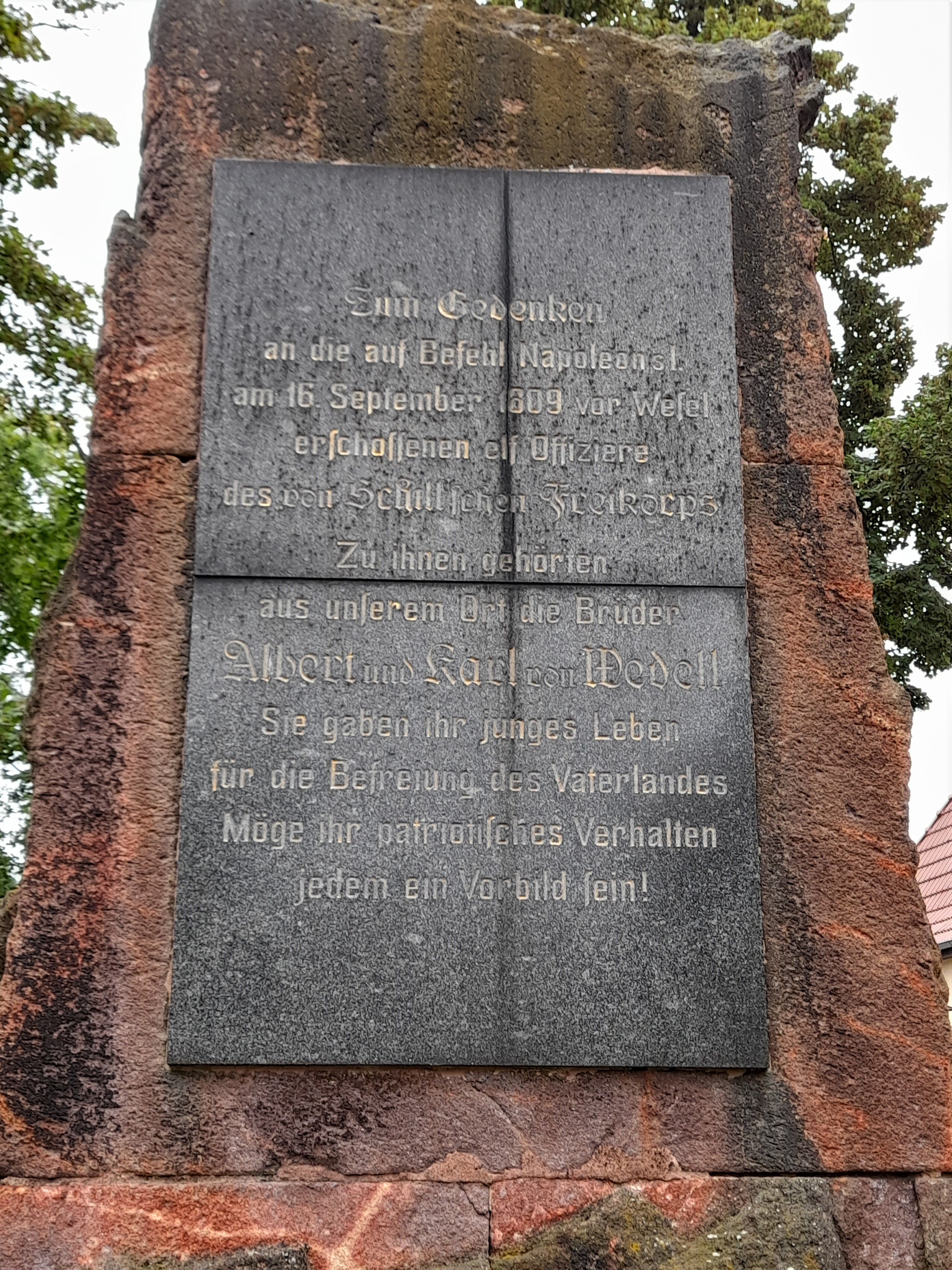

Der Gedenkstein Friedensdorf ist ein denkmalgeschütztes Gedenkstein im Ortsteil Friedensdorf der Stadt Leuna in Sachsen-Anhalt. Im Denkmalverzeichnis von Sachsen-Anhalt ist er unter der Erfassungsnummer 094 20496 als Baudenkmal verzeichnet.

## Geschichte
Der Gedenkstein wurde für die Gebrüder von Wedell errichtet. Gustav Albert und Carl Lupold Magnus Wilhelm von Wedell (1786–1809) waren beide im Rang eines Leutnant im Schillschen Freikorps und wurden am 16. September 1809 auf der Lippewiese bei Wesel auf Befehl von Napoleon erschossen. Albert stammte aus Kriegsdorf, wie Friedensdorf damals noch hieß, und verbrachte hier die ersten Lebensjahre, bevor die Familie nach Stettin umzog. Im Jahr 1899 wurde im Kriegerverein Wallendorf und Umgebung die Idee geboren, ein Denkmal für die Gebrüder zu errichten und aufgrund der Spendentätigkeit konnte man im Dezember 1899 mit den Erdarbeiten beginnen, im Januar 1900 den Grundstein legen und das Denkmal am 16. September 1900 – dem 91. Jahrestag der Hinrichtung – in Anwesenheit von über 5000 Menschen einweihen.

## Beschreibung
Der Bildhauer Paul Juckoff aus Schkopau schuf einen „etwa 5 Meter hohen Felsen“ mit einem Bildnis von Gustav Albert von Wedell (1791–1809), das ihn überlebensgroß in dem Moment darstellt, in dem er den französischen Schützen sein Herz als Zielscheibe anbietet. Der Gedenkstein steht auf einer Freifläche in der Ortsmitte und wurde aus rotem Porphyr gefertigt. Er war ursprünglich von einem Adler bekrönt, der eine Schlange tötet, die Frankreich symbolisieren sollte. Die Vorderseite trug zudem seine Unterschrift. Das Bildnis wurde 1944 als „Metallspende des deutschen Volkes“ beschlagnahmt. Anlässlich des 150. Jahrestages schuf man daher im Jahr 1959 eine neue Platte mit einer Inschrift. Da auch Carl zeitweise in Kriegsdorf lebte, wurde er mit in die Gedenkinschrift aufgenommen.

### Inschriften
| Ursprüngliche Inschrift | Heutige Inschrift |
| Albert von Wedell, Offizier des von Schill`schen Freikorps, geboren am 16. Januar 1791 in Kriegsdorf, erschossen am 16. September 1809 mit seinem Bruder und neun seiner Kameraden auf Befehl Napoleons I. vor Wesel. | Zum Gedenken an die auf Befehl Napoleons I. am 16. September 1809 vor Wesel erschossenen elf Offiziere des von Schill’schen Freikorps. Zu ihnen gehörten aus unserem Ort die Brüder Albert und Karl von Wedell. Sie gaben ihr junges Leben für die Befreiung des Vaterlandes. Möge ihr patriotisches Verhalten jedem ein Vorbild sein! |